# Jean-Christophe Yoccoz
Jean-Christophe Yoccoz (Párizs, 1957. május 29. – 2016. szeptember 3.) francia matematikus.

## Életrajz
Az École normale supérieure-on diplomázott 1977-ben. 1985-ben szerezte meg a PhD fokozatát az École polytechnique-n. Michael Herman volt a témavezetője. A Paris-Sud 11 University kezdett el pozíciót betölteni.

## Kutatása
Dinamikus rendszerekkel foglalkozott, ezért kapta Fields-érmet 1994-ben a zürichi International Congress of Mathematicians-en.